# Léo Ferré
Léo Ferré, nome completo Léo Albert Charles Antoine Ferré (Principato di Monaco, 24 agosto 1916 – Castellina in Chianti, 14 luglio 1993), è stato un cantautore, poeta, scrittore e anarchico monegasco.

## Biografia
Figlio di Joseph Ferré, direttore del personale del Casinó di Monte Carlo, e di Marie Scotto, una sarta di origine italiana (più precisamente del Piemonte), assieme a loro e alla sorella Lucienne, di due anni più grande di lui, vive a Monaco fino all'età di 8 anni. Ferré scopre l'arte del canto già all'età di 7 anni, nel 1925, infatti, viene inserito nel coro della cattedrale di Monaco come soprano, impara il solfeggio e scopre la polifonia a contatto con le opere di Giovanni Pierluigi da Palestrina e di Tomás Luis de Victoria. All'età di nove anni viene mandato dalla famiglia in Italia, nel collegio cattolico San Carlo di Bordighera (in provincia di Imperia), dove rimane fino all'adolescenza. Nel 1930, Ferré ha 14 anni e compone il "Kyrie" per una messa a tre voci. Nel 1935 si reca in Francia, a Parigi, per studiare diritto e, nel 1939, consegue la laurea in scienze politiche. Durante questi anni, perfeziona i suoi apprendimenti da autodidatta con il pianoforte e mette in musica un secondo poema di Paul Verlaine "Le piano que baise une main frêle" (Il piano baciato da una mano fragile). Tra il '39 e il '40 in Francia inizia la mobilitazione per la guerra e Ferré ritorna a Monaco.

### Il debutto
Nel 1941, per la prima volta, si esibisce in pubblico, all'Accademia di Belle Arti di Monte Carlo. Nel 1943 si sposa con Odette Schunk; la sua carriera di cantante progredisce e, nel 1946, si trasferisce a Parigi, dove incomincia a frequentare i cabaret di Saint-Germain come cantante.

### L'anarchismo
È il dopoguerra, nel paese si diffondono nuove tipologie di cantanti e canzoni, tra questi c'è Léo Ferré che inizia a dar luce alle sue idee anarchiche attraverso i suoi testi. Stringe amicizia con alcuni esiliati spagnoli a cui dedica canzoni come Flamenco de Paris, Le bateau espagnol e Franco la muerte, per la quale avrà il veto di entrare in Spagna se non dopo la caduta del regime franchista. Frequenta Maurice Joyeux e il gruppo libertario Louise Michel. Scrive la famosa canzone Gli anarchici e le sue idee ispirano canzoni come: Monsieur tout blanc contro Pio XII, Mon général contro De Gaulle, Allende contro Pinochet. Scrive una trilogia contro la pena di morte e certe parole del vangelo: La mort de loups, Madame la Misère, e Ni Dieu ni maitre. Nel 1947 firma il suo primo contratto con Le chant du monde per la canzone Paris; scrive Les amants de Paris, che successivamente verrà interpretata da Édith Piaf. Nel 1948 incontra Catherine Sauvage, che sarà una dei suoi interpreti più fedeli. Nel 1950 si separa dalla moglie. Mette in musica i testi dei "poeti maledetti" dell'Ottocento francese. Nel 1953 va in scena il suo oratorio lirico su testo di Apollinaire La chanson du mal-aimé. Nello stesso anno si sposa con Madeleine Rabereau. Nel 1954 scrive e dirige la Symphonie interrompue. Nel 1956 pubblica la raccolta di versi Poète, vos papiers! e scrive il romanzo, ispirato alla sua infanzia oppressa in collegio, Benoit Misère, pubblicato nel '70 in Francia, prima da Laffont poi da Gallimard, e in Italia da Lindau. Negli anni a seguire scrive Testament phonographe in diverse edizioni arricchite di nuovi testi. Negli anni successivi accoglie positivamente prima il movimento beatnik, poi quello del Sessantotto. Sulla copertina di "Le monde libertaire" del 1968 appare una sua foto con la scritta autografa: Viva l'Anarchia con la A maiuscola come Amore!. Collabora con Radio Libertaire, da lui anche sostenuta attivamente.

### Arrivo in Italia

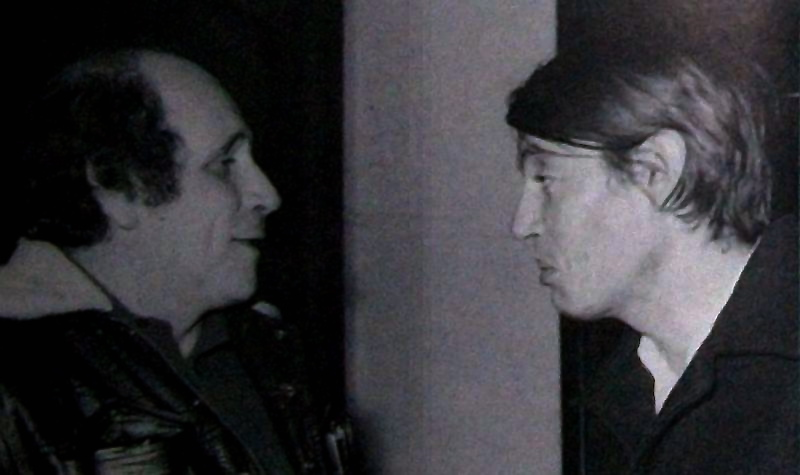
Léo Ferré con l'amico Fabrizio De André nel 1965.

Nel 1969, si trasferisce in Italia con Marie-Christine Diaz a San Casciano, nei pressi di Firenze. Successivamente incide molti dischi, compie vari tour in Europa e nel mondo, e partecipa a numerosi progetti per lo spettacolo, dal teatro alla televisione. Nel 1983 scrive L'opéra du pauvre, forse il vertice massimo della sua espressività.
Memorabile la sua Avec le temps, malinconica e fascinosa canzone sul tempo come mera illusione, cantata con successo da Dalida, Patty Pravo e Gino Paoli (Col tempo). Nel 2003 è stata interpretata da Franco Battiato (nell'album Fleurs 3) e Alice, mentre è del 2007 la versione della cantante californiana Belinda Carlisle. Nel 2013, Niente più del 1972 compare invece nell'edizione Deluxe di Un meraviglioso Declino di Lorenzo Urciullo, in arte Colapesce (cantante)

### Decesso
Muore il 14 luglio del 1993 a Castellina in Chianti, in provincia di Siena, dove viveva già dal 1971 con la compagna Maria e i figli Mathieu, Marie Cécile e Manuela.
Mathieu cura particolarmente l'eredità culturale lasciata dal suo illustre padre. In occasione del trentennale della morte del cantautore, partecipando all'edizione di un'antologia inedita, ha avuto modo di dichiarare alla stampa che, nella nostra epoca caratterizzata dalla velocità  di internet, il proprio interesse va all'esatto contrario, che sia, come nel suo caso, Léo in quanto artista, ben distinto dalla figura paterna, o collezionare farfalle.

## Discografia

### Album in studio
- 1953 : Paris canaille
- 1954 : Chansons de Léo Ferré
- 1954 : Le Piano du pauvre
- 1955 : Le Guinche
- 1957 : Les Fleurs du mal
- 1957 : La Chanson du mal-aimé
- 1958 : Encore du Léo Ferré
- 1960 : Paname
- 1961 : Les Chansons d'Aragon
- 1962 : La Langue française
- 1964 : Ferré 64
- 1964 : Verlaine et Rimbaud
- 1966 : Léo Ferré 1916-19...
- 1967 : Cette chanson (la Marseillaise)
- 1967 : Léo Ferré chante Baudelaire
- 1969 : L'Été 68
- 1969 : Les Douze Premières Chansons de Léo Ferré
- 1970 : Amour Anarchie
- 1971 : La Solitude
- 1972 : La solitudine
- 1972 : La Chanson du Mal-Aimé, de Guillaume Apollinaire
- 1973 : Il n'y a plus rien
- 1973 : Et... basta!
- 1974 : L'Espoir
- 1975 : Ferré muet...
- 1976 : Je te donne
- 1977 : La musica mi prende come l'amore
- 1977 : La Frime
- 1979 : Il est six heures ici et midi à New York
- 1980 : La Violence et l'Ennui
- 1982 : L'Imaginaire
- 1985 : Les Loubards
- 1986 : On n'est pas sérieux quand on a dix-sept ans
- 1990 : Les Vieux Copains
- 1991 : Une saison en enfer

### Album dal vivo
- 1955 : Récital Léo Ferré à l'Olympia
- 1958 : Léo Ferré à Bobino
- 1961 : Récital à l'Alhambra & à l'A.B.C.
- 1969 : Récital à Bobino, 1969
- 1973 : Seul en scène (Olympia 72)
- 1984 : Léo Ferré au Théâtre des Champs-Élysées
- 1986 : Léo Ferré au Théâtre libertaire de Paris
- 1988 : Léo Ferré au Théâtre libertaire de Paris
- 1990 : Léo Ferré au Théâtre libertaire de Paris

### Uscite postume
- 1998 : La Vie d'artiste: les années Le Chant du Monde 1947-1953
- 2000 : Métamec
- 2000 : Le Temps des roses rouges
- 2001 : Sur la scène (Lausanne 73, live)
- 2001 : Un chien à Montreux (Montreux 73, CD maxi, live)
- 2003 : Les Chansons interdites... et autres
- 2004 : De sacs et de cordes
- 2004 : Maudits soient-ils!
- 2006 : La Mauvaise Graine
- 2008 : Les Fleurs du mal (suite et fin)
- 2018: Je parle à n'importe qui

### Box set, compilation, e rarità
- 1972 : Avec le temps: les chansons d'amour de Léo Ferré (1962-72, 1 CD)
- 1990 : Léo chante Ferré (1960-74, 2 CD)
- 1993 : Les Années Odéon (1953-1958, 8 CDs)
- 1998 : Thank you Ferré (1960-74, 3 CD)
- 2003 : Les Années toscanes (1975-92, 1 CD)
- 2013 : L'Indigné (Intégrale studio Barclay 1960-1974, 20 CDs)
- 2018 : La Vie moderne : intégrale 1944-1959 (14 CDs)
- 2020 : L'Âge d'or : intégrale 1960-1967 (16 CDs)
- 2021 : La Solitude : intégrale 1968-1974 (18 CDs)

## Filmografia

### Attore
- La gabbia d'oro (Cage of Gold), regia di Basil Dearden (1950)
- Monsieur tout blanc, regia di Stéphan Lejeune (1986)

### Film o documentari dove appare Léo Ferré (elenco parziale)
- La Domination masculine, regia di Patric Jean (2009)
- Monte Conero - Speciale 3 Milioni, regia di Giancarlo Nicotra (1971)

## Opere letterarie
- Poète... vos papiers !, poesie (La Table ronde, 1956)
- Benoît Misère, romanzo (Robert Laffont, 1970; traduzione italiana: Lindau, 2003, con il titolo Mi racconto il mare e 2015, con il titolo Benoît Misère)
- Testament phonographe, testi, poesie e canzoni (Plasma, 1980)

## Premi
- 1974 Premio Tenco

## Citazioni
- « Quand on scie un arbre j'ai mal à la jambe et à la littérature » (Quando si sega un albero ho male alla gamba ed alla letteratura) da "Basta".
- « Je provoque à l'amour et à l'insurrection. yes! I am an immense provocateur » (Provoco all'amore e all'insurrezione. yes! I am un immenso provocatore) da "Le Chien".
- « …écoutez le tumulte Qui monte des bas-fonds comme un dernier convoi Traînant des mots d'amour avalant des insultes Et prenant par la main leurs colères adultes Afin de ne les perdre pas » (...ascoltate il tumulto che monta dai bassofondi come un ultimo convoglio che trascina parole d'amore che inghiottono insulti e che prendono con la mano le loro rabbie adulte per non perderle più) da "Madame la Misère".
- «La disperazione è una forma superiore di critica. Per ora, noi, la chiameremo felicità...»
- « Le désordre, c'est l'ordre moins le pouvoir! » (Il disordine è l'ordine meno il potere!)
- « Ce n'est pas le mot qui fait la poésie, c'est la poésie qui illustre le mot.» (Non è la parola che fa la poesia, è la poesia che illustra la parola.)

## Curiosità
- Nel 2010 il cantautore Peppe Voltarelli ha reinterpretato Gli anarchici nel suo album Ultima notte a Malá Strana.[3]